# Gallery of Modern Art

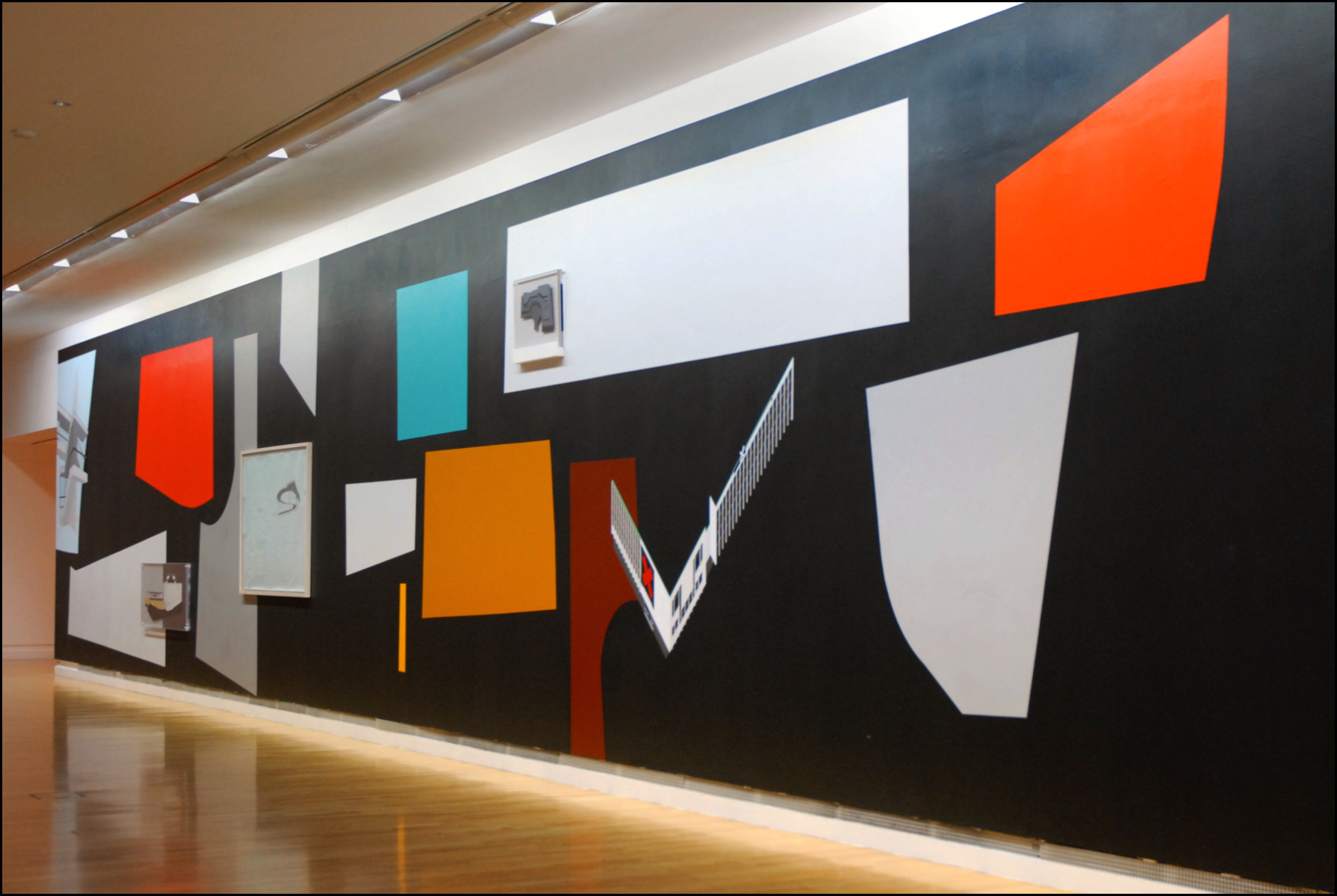
Patterns, werk van Toby Paterson uit 2003

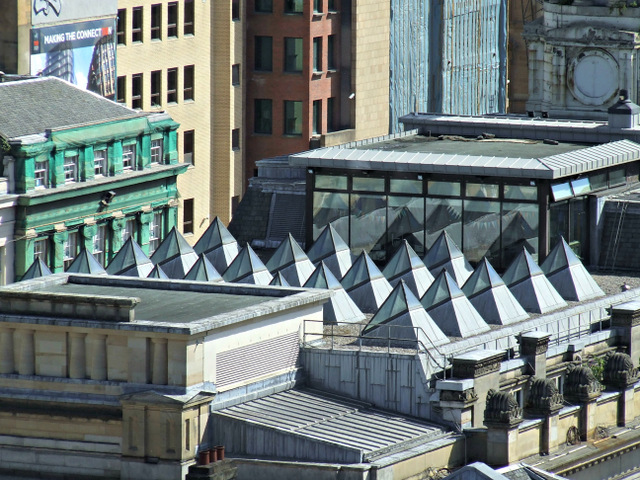
Zicht op het dak van het GoMA

De Gallery of Modern Art (GoMA) is een museum voor hedendaagse kunst in de Schotse stad Glasgow.
De Gallery of Modern Art is geopend in 1996 en is gevestigd in een neoclassicistisch gebouw aan het Royal Exchange Square in het hart van het centrum van Glasgow. 

## Geschiedenis
Het werd gebouwd in 1778 als het herenhuis van William Cunninghame van Lainshaw, een rijke Glasgow Tobacco-lord die zijn fortuin verdiende door de trans-Atlantische driehoekshandel. Het gebouw heeft een reeks verschillende toepassingen ondergaan. Het werd in 1817 gekocht door de Royal Bank of Scotland, die later naar Buchanan Street verhuisde. Het gebouw werd vervolgens verbouwd tussen 1827 en 1832 naar plannen van David Hamilton, met onder meer de korinthische pilaren aan de gevel van Queen Street, de koepel erboven en de grote hal aan de achterkant van het oude huis, om nadien ruimte te bieden aan de Royal Exchange.
In 1954, na de aankoop van het gebouw voor £ 105.000 in 1949, verhuisden Glasgow District Libraries de Stirling's Library naar het gebouw. Het huisvestte ook de Library of Patents en de Commercial Library. 
Speciale boekenkasten werden uitgelijnd met de zuilen, verlicht door tl-verlichting om de boeken te verlichten. Er was een collectie van meer dan 100 boeken over de beeldende kunsten, 300 delen muziekboeken en partituren, en 800 boeken voor ouders. Zeven meter hoge display-eenheden werden gebruikt om items weer te geven. Er was eveneens een tijdschriftenkamer met plaats voor vijftig lezers.
Toen de bibliotheek terugkeerde naar Miller Street, werd het gebouw gerenoveerd om de collectie hedendaagse kunst van de stad te huisvesten.
Sinds de opening in 1996 heeft de galerie enkele miljoenen bezoekers ontvangen. 

## Kenmerken
Het heeft een speciale Education and Access-studio, waar workshops en lezingen van kunstenaars worden gefaciliteerd en in de kelder een Learning Library. Het gebouw bevat ook een café, gratis internetterminals, multimedia, kunst en algemene uitleenfaciliteiten. Exposities omvatten werken van David Hockney, Sebastião Salgado en Andy Warhol, evenals Schotse kunstenaars zoals John Bellany en Ken Currie.
Het spiegelende fronton aan de buitenkant van het gebouw is van de hand van kunstenares Niki de Saint Phalle, getiteld Tympanum (1996). De Saint Phalle installeerde ook de gespiegelde vestibule aan de galerij.
Voor de galerij, op de stoep van Queen Street, staat een ruiterstandbeeld van de hertog van Wellington, gebeeldhouwd door Carlo Marochetti in 1844. Het behoort tot de lokale traditie en er wordt gedoogd dat het standbeeld meestal een verkeerskegel op zijn kop heeft.